# Alonso del Castillo y Guzmán
Alonso del Castillo y Guzmán (Sevilla, ca. 1570-f. después de 1635) fue un militar español que ocupó el cargo de gobernador de Costa Rica desde 1619 hasta 1624.

## Biografía
Alonso del Castillo y Guzmán había nacido hacia 1570 en la ciudad de Sevilla y fue hijo de Gaspar del Castillo y de Catalina de Fuentes y Guzmán. Se casó con Ana de Hoces y Vega, hija de Bartolomé de Hoces y Francina de Melgarejo. De este matrimonio nacieron doña Catalina y de Fuentes y Guzmán y doña Francina de Melgarejo. Esta casó con el adelantado de Costa Rica don Diego Vázquez de Coronado y Rodríguez del Padrón.
Viajó por primera vez a América en 1594, con sus hermanos Gaspar y María del Castillo, con destino a Santo Domingo, donde pensaban establecerse. 
Fue nombrado gobernador de Costa Rica por Felipe III el 13 de marzo de 1618, por un período de cinco años. Tomó posesión de su cargo el 9 de enero de 1619 y llevó a cabo el juicio de residencia de su antecesor Juan de Mendoza y Medrano.
Efectuó una expedición a Tierra Adentro en 1619, donde cometió graves excesos contra los indígenas. Hizo gestiones para que Costa Rica fuese agregada a Panamá. 
A principios de 1622 su antecesor presentó en su contra una acusación ante la Inquisición en Santiago de Guatemala, por lo cual fue reemplazado en su cargo de gobernador de Costa Rica el 31 de diciembre de 1624 año por frey Juan de Echáuz y Velasco quien fuera capitán de los reales ejércitos y caballero de la Orden de San Juan de Jerusalén.
Después de concluir su administración se le siguió un proceso en Santiago de Guatemala por haber afirmado que el rey Felipe IV era "un mozuelo de mal seso y de ruin juicio, y un tontillo" y haber proferido otras expresiones irrespetuosas y blasfemas. Fue absuelto en 1627.
El 9 de marzo de 1633 fue nombrado por el rey Felipe IV como gobernador de Nicaragua. Le sucedió don Juan de Bracamonte, nombrado el 18 de abril de 1635.